# کنگاور کهنه
کنگاورکهنه، روستایی از توابع بخش خزل شهرستان نهاوندو در جنوب غربی شهر فیروزان  در استان همدان ایران است.این روستا دارای آب و هوای معتدل و چشمه اصلی رودخانه گاماسیاب می باشد و یکی از مراکز تفریحی طبیعی است.و همچنین درختانه چنار کهنسانی در کنار چشمه اصلی رودخانه دیده می شود.

## جمعیت
این روستا در دهستان خزل شرقی قرار دارد و براساس سرشماری مرکز آمار ایران در سال ۱۳۹۵، جمعیت آن ۲۶۴ نفر (۸۰خانوار) بوده‌است.
همچنین این روستا دارای سراب زیباییی به همین نام است 